# Jean-Louis Olry
Pour les articles homonymes, voir Olry.
Jean-Louis Olry, né le 6 août 1946 à Montrouge, est un céiste français, médaillé olympique et champion du monde de slalom avec son frère Jean-Claude Olry.

## Palmarès

### Jeux olympiques
- Jeux olympiques de 1972 à Munich :
  -  Médaille de bronze en C-2.

### Championnats du monde
- Championnats du monde de slalom (canoë-kayak) 1969 à Bourg-Saint-Maurice :
  -  Médaille d'or en C-2.